# جون فوكستون

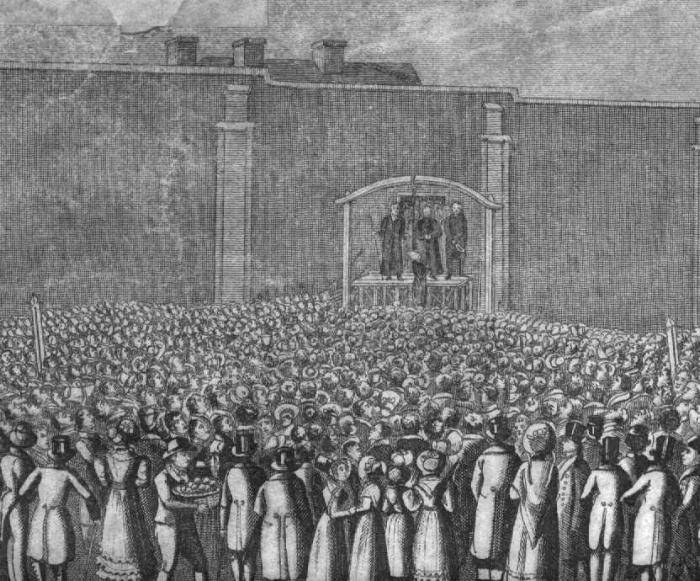
تنفيذ حكم إعام وليام كوردر من قبل جون فوكستون في عام 1828

جون فوكستون (بالإنجليزية: John Foxton)‏ (جون أو جيمس فوكسن أو فوكسن) (1769 - 14 فبراير 1829) كان يعمل جلادا خلال أوائل القرن 19. في 1818، وفي سن الـ 50 عاما، أصبح فكستون جلاداََ في سجن نيوجيت في لندن. وقبل ذلك كان قد ساعد سلفه جيمس بوتينج في هذا المنصب.
فوكستون شنق حوالي 206 رجلاً و6 نساء ضمن الـ 11 سنة التالية من عمله. والعملية الأكثر شهرة هي مشنقة من خمسة متآمرو مكاتو ستريت في 1 مايو 1820، مع مساعده جيميس بوتينج. وقد كانوا قد أدينوا بالتآمر لقتل العديد من أعضاء مجلس الوزراء، وهي كانت آخر معاناة مشنقة ومدبحة في بريطانيا العظمى. كانوا هنا بمساعدة توماس شيشاير ومساعده الذي قطع «رؤوس الخونة». وآخر وأبرز من شنق كان جون ثورتيل [الإنجليزية].
في 13 مايو عام 1828، وبينما هو يعيش في شارع 19 بوث بهوكستون، قفد إلتمس فوكستون إلى محكمة النواب للحصول على راتب التقاعد، حيث إدعى أنه مريض بضعف في رئتيه بعد أن أنجز مهامه وواجباته في طقس ملوث، وقد كان طريح الفراش. وبما أنه كان «أمياً»، وقع العريضة مع "X".